# Marasmius
Marasmius es un género de hongos en la familia Marasmiaceae.  Contiene unas 500 especies, de las cuales solo unas pocas, como por ejemplo Marasmius oreades, son comestibles.  Sin embargo, la mayoría de los miembros de este género son pequeños. Su aspecto humilde hace que los no especialistas no los distingan entre sí, y por lo tanto rara vez son recolectados.  

## Especies
Esta es una lista de algunas de las especies más prominentes.  Es de notar que algunos antiguos miembros de Marasmius, tales como  M. alliaceus, han sido mudados al nuevo género Mycetinis y que algunos otros han sido reclasificados como  Rhizomarasmius o Gloiocephala.  El antiguo M. androsaceus ahora se encuentra en el género Gymnopus.
- M. amazonicus
- M. anomalus
- M. atrocastaneus
- M. auklandicus
- M. aurantiobasalis
- M. bambusinus
- M. bellus
- M. bulliardii
- M. buxi
- M. caperatus
- M. capillaris
- M. caricis
- M. chordalis
- M. cladophyllus
- M. cohaerens
- M. collinus
- M. corbariensis
- M. crinis-equi
- M. croceus
- M. curranii
- M. curreyi
- M. cylindraceocampanulatus
- M. delicatus
- M. delectans
- M. elegans
- M. epiphylloides
- M. epiphyllus
- M. exocarpi
- M. exustoides
- M. favrei
- M. fishii
- M. fulvoferrugineus
- M. funalis
- M. galbinus
- M. gelatinosipes
- M. graminum
- M. haematocephalus
- M. hudsonii
- M. indopurpureostriatus [3]
- M. insititius
- M. kanukaneus
- M. koae
- M. kroumirensis
- M. limosus
- M. masonii
- M. meridionalis
- M. micraster
- M. midnapurensis
- M. minutus
- M. nigripes
- M. oreades
- M. otagensis
- M. pallenticeps
- M. palmivorus
- M. perforans
- M. perpusillus
- M. phalaricola
- M. podocarpicola
- M. prasiosmus
- M. pulcherripes
- M. pyrrhocephalus
- M. pusillissimus
- M. pusio
- M. quercophilus
- M. resinosus
- M. rhombisporus
- M. rhopalostylidis
- M. rimuphilus
- M. rosulatus
- M. rotula
- M. sacchari
- M. saccharinus
- M. sasicola
- M. semiustus
- M. setosus
- M. siccus
- M. spaniophyllus
- M. splachnoides
- M. subsupinus
- M. stenophyllus
- M. strictipes (comestible)[4]
- M. sullivantii
- M. tageticolor
- M. tenuiparietalis
- M. tenuissimus
- M. tinctorius
- M. torquescens
- M. unilamellatus
- M. wettsteinii
- M. wynneae